# Arroyo Grande (California)
Arroyo Grande es una ciudad en el condado de San Luis Obispo, California, Estados Unidos. Su población es de 15.851 habitantes según el censo del año 2000.

## Geografía
La ciudad tiene una superficie total de 14,7 km², y se encuentra a unos 36 metros sobre el nivel del mar.

## Demografía
Según el censo nacional del año 2000 tiene una población de 15.851 habitantes, 6.478 hogares, y 4.353 familias que residen en la ciudad. La densidad es de 1.079,9 personas por kilómetro cuadrado.
La composición étnica es la siguiente, el 88,45% son blancos, el 0,62% son de raza negra, el 3,08% son provenientes de Asia y el 3,77% son de otras nacionalidades.

## Política
En la legislatura estatal Arroyo Grande es una ciudad en el Distrito 15 del Senado representados por el republicano Abel Maldonado.Con el agradecimiento de noel.

## Residentes famosos
- Zac Efron - actor de las películas de Disney High School Musical, High School Musical 2, y High School Musical 3 también de 17 otra vez, Hairspray, y Summerland
- Lou Ferrigno - actor de cine y TV; trabajo en El increíble Hulk
- Horace Grant - baloncestista profesional
- Kile Hoover - autor de The House That Wisdom Built
- Robin Ventura - beisbolista profesional
- Jordan Hasay